# 民主党新時代娯楽産業健全育成プロジェクトチーム
民主党新時代娯楽産業健全育成プロジェクトチーム（みんしゅとうしんじだいごらくさんぎょうけんぜんいくせいプロジェクトチーム）は、カジノ法とパチンコ業法の制定を検討するために2008年に発足した民主党政策調査会下のプロジェクトチーム。
政調自体は2009年の民主党政権誕生に伴い一旦廃止されている。

## 所属議員
顧問
- （空席）

座長代理
- （空席）

副座長
- 原口一博
- 長浜博行

幹事
- 古川元久
- 伴野豊

事務局次長
- （空席）

## 所属していた議員
- 小沢鋭仁（座長代理・2012年に離党）
- 古賀一成（座長・2012年に落選）
- 石井一（顧問・2013年に落選）
- 前田武志（顧問・2016年に落選）
- 藤本祐司（幹事・2016年に引退）
- 柳澤光美（事務局次長・2016年に引退）
- 川端達夫（顧問・2017年に引退）
- 鈴木克昌（事務局次長・2017年に引退）
- 石関貴史（幹事・2017年に落選）
- 小川勝也（幹事・2019年に引退）
- 増子輝彦（副座長・2022年に引退）
- 中川正春（幹事・2024年に引退）